# دحباش (مسلسل)
```

```

مسلسل كويتي تراثي من واقع المجتمع تم تصويره في الكويت ويتطرق إلى العام الذي أصاب فيه مرض الطاعون الكويت، وأزهق آلاف الأرواح.
والعمل من إنتاج مؤسسة زَهْدَمْ للإنتاج الفني

## قصة المسلسل
قصة تراثية من واقع المجتمع الكويتي حيث تدور أحداثه حول مجموعة حكايات من المجتمع الكويتي في إطار من التشويق، تسلّط الضوء على ثلاثة خطوط درامية رئيسية في العمل أولها شخصية “دحباش” وثانيها “ولد شمة” وثالثها “بلال الإفرنجي”، وهناك صراع قائم بين الطواش وابن عمه إلى أن يدخل على الكويت مرض الطاعون فتكون هناك أحداث كثيرة يتجسّد بها الصراع من أجل البقاء

## أبطال المسلسل
الكويت
| اسم الممثل        | جنسيته   | دوره         |
| ----------------- | -------- | ------------ |
| جاسم النبهان      | الكويت   | (الشيخ صالح) |
| عبدالرحمن العقل   | الكويت   | (أبو سعود)   |
| محمد جابر         | الكويت   | (الشيخ يوسف) |
| عبدالإمام عبدالله | الكويت   |              |
| هيفاء حسين        | البحرين  | (شمة)        |
| عبير الجندي       | مصر      | (موزة)       |
| محمد الصيرفي      | الكويت   |              |
| فتات سلطان        | الكويت   | (سعيدة)      |
| ماجد مطرب فواز    | السعودية | (دحباش)      |
| عبدالله الخضر     | الكويت   |              |
| محمد الدوسري      | السعودية | (عبد الله)   |
| طارق النفيسي      | السعودية |              |
| فاطمة الدمخي      | الكويت   | (ام حمد)     |
| زينب كرم          | الكويت   | (فضة)        |
| عبدالله هيثم      | الكويت   | (حمود)       |
| عبدالله الفريح    | الكويت   | (أبو علي)    |
| عذاري             | الكويت   |              |
| أحمد بن حسين      | الكويت   | (بدر)        |
| أسماء الفهد       | السعودية | (أمً موزة)    |
| نوف السعد         | السعودية | (أم دحباش)   |
| إسماعيل الراشد    | الكويت   | (أبو حمد)    |
| عبدالعزيز الدليخ  | الكويت   | (أبو دحباش)  |
| إسماعيل كمال      | الكويت   |              |

## طاقم الفريق
| طاقم العمل         | دوره           |
| ------------------ | -------------- |
| محمد صالح          | (مدير التصوير) |
| مينا عادل          | (كاميرا مان)   |
| مشاري حمود العميري | مؤلف           |
| حسين أبل           | (مخرج)         |
| زهدم للإنتاج الفني | منتج           |

## وصلات خارجية
| أيقونة بذرة | هذه بذرة مقالة عن موضوع متعلق بالبحرين بحاجة للتوسيع. فضلًا شارك في تحريرها. |